# Кобрезия мышехвостниковая
Кобрезия мышехвостниковая (лат. Kobresia myosuroides) — вид травянистых растений рода Кобрезия (Kobresia) семейства Осоковые (Cyperaceae).

## Ботаническое описание
Многолетнее растение высотой 5—30 см. Листья очень узкие, прямые, немного короче или почти равны стеблям. Соцветие — линейный колос, 1—2 см длиной и 2—2,5 мм шириной, состоящий из 7—15 колосков. Колосок состоит из 1 пестичного и 1 пыльникового цветка. Плод — продолговато-обратнояйцевидный орешек, тупотрехгранный, около 2 мм длиной.

## Распространение
Встречается по моховолишайниковым тундрам, по сыроватым и иногда солонцеватым лугам.

## Значение и применение
Поедается северным оленем (Rangifer tarandus).